# Daniel-Henri Druey
Daniel-Henri Druey (Faoug, 12 april 1799 - Bern, 29 maart 1855) was een Zwitsers advocaat, rechter, filosoof en politicus voor de radicalen uit het kanton Vaud. Van 1848 tot 1855 was hij lid van de Bondsraad. In 1850 was hij bondspresident van Zwitserland.

## Biografie

### Afkomst en opleiding
Daniel-Henri Druey was een zoon van Jean-Daniel Druey, die cabaretier was, en van Suzanne-Catherine Langel. Hij studeerde rechten in Lausanne in 1820 en vervolledigde zijn opleiding in de Duitse gebieden, waar hij intellectueel en spiritueel werd beïnvloed door Georg Wilhelm Friedrich Hegel, en later in Parijs en Engeland. Hij was gehuwd met Caroline Burnard.

### Jurist
Druey voltooide in 1826 zijn stage in Lausanne en vestigde zich in 1828 als advocaat in Moudon. In 1830 werd hij rechter.

### Politicus

#### Kantonnale politiek
In 1828 werd Druey verkozen tot lid van de Grote Raad van Vaud. Na de liberale revolutie in Vaud in 1830 was hij van 1831 tot 1848 lid van de Staatsraad van Vaud. Druey was een voorstander van de herziening van het Bondsverdrag van 1815, al stond hij met dit standpunt geïsoleerd in de kantonnale regering. In 1832, van 1839 tot 1841 en van 1845 tot 1847 was hij lid van de Tagsatzung. Vanaf 1832 ontwikkelde hij zijn visie in de Nouvelliste vaudois, die hij tot 1836 zou leiden.
Druey was een voorstander van een sterke uitvoerende macht en wilde aan het Zwitserse federale niveau de bevoegdheden toekennen die rationeel gezien aan dit niveau toekwamen volgens zijn 'driesferentheorie', verwijzend naar drie machtsniveaus. Hij was mede-oprichter van de Association nationale suisse, waarbinnen hij een belangrijke positie bekleedde.
Hij was voorstander van een strikte scheiding tussen kerk en staat. De kerkelijke wet van 1839, die een grote overwinning voor het radicalisme betekende, was dan ook naar zijn zin. Verder speelde hij ook een grote rol in de kantonnale wetgeving op vlak van onderwijs, wegen en justitie. Al in de jaren 1840 verkondigde hij standpunten die als socialistisch of communistisch werden beschouwd, maar waarvoor geen meerderheid te vinden was, zoals progressieve inkomstenbelasting en de omvorming van pastorieën in nationale werkplaatsen als maatregel tegen het pauperisme.
Op 14 februari 1845 leidde hij samen met Louis-Henri Delarageaz een revolutie in het kanton Vaud. Hoewel hij vervolgens almachtig leek, wist hij de directe democratie noch het recht op arbeid volledig te implementeren in de nieuwe kantonnale grondwet. Hij ontzette priesters uit hun ambt die hadden geweigerd om een verklaring ten voordele van de nieuwe kantonnale grondwet voor te lezen.

#### Federale politiek
Na de Sonderbundoorlog was Druey betrokken bij de opmaak van de nieuwe Zwitserse Grondwet als lid van de herzieningscommissie, waarvan hij de Franstalige secretaris was. Hoewel hij voorstander was van een eenkamersysteem waarbij het parlement zou worden verkozen door federale arrondissementen, diende hij toch een tweekamerstelsel te aanvaarden.
Op 16 november 1848 werd hij bij de eerste Bondsraadverkiezingen in één stemronde met 76 stemmen verkozen als lid van de nieuw opgerichte Bondsraad. Hij beheerde het Departement van Justitie en Politie van 1848 tot 1849 en in 1850, het Departement van Politieke Zaken in 1850 en het Departement van Financiën in 1851 en van 1853 tot 1855. In 1850 was hij bondspresident van Zwitserland, nadat hij voordien vicevoorzitter van de Bondsraad was geweest.
Druey zette verschillende politieke vluchtelingen het land uit, waaronder Giuseppe Mazzini. Vanaf 1848 sloot hij zich ook aan bij de neutraliteitspolitiek ten opzichte van de Europese grootmachten, bijvoorbeeld inzake vluchtelingenbeleid. Hij overleed in dienst in 1855 en werd opgevolgd door Jakob Dubs.